# Сухая Речка (Пермский край)
Сухая Речка — деревня в Кунгурском районе Пермского края в составе Неволинского сельского поселения.

## География
Деревня находится в южной части Кунгурского района примерно в 6 километрах от села Неволино по прямой на юг-юго-запад.

## Климат
Климат умеренно-континентальный с продолжительной снежной зимой и коротким, умеренно-тёплым летом. Средняя температура июля составляет +17,8 °С, января −15,6 °С. Среднегодовая температура воздуха составляет +1,3 °С. Средняя продолжительность периода с отрицательными температурами составляет 168 дней и продолжительность безморозного периода 113 дней. Среднее годовое количество осадков составляет 539 мм.

## История
История деревни превышает две сотни лет. Была церковь, в которой потом размещался клуб. В 1970 местный колхоз «Сухореченский» превратили в отделение совхоза «Неволинский». После 1995 года закрыта последняя ферма. Оставшееся население живёт за счет личного подсобного хозяйства.

## Население
| 2010 |
| ---- |
| 55   |

Постоянное население составляло 64 человека в 2002 году (98 % русские).